# Сабріна Григорян
Сабріна Маркосовна Григорян (28 липня 1956  - 10 червня 1986 ) - вірменська актриса італійського походження.

## Біографія
Сабріна Григорян народилася в м. Римі 28 липня 1956 року в родині художника Маркоса Григоряна і Флори Адамян. Після розлучення батьків Сабріна виховалась батьком. Початкову освіту отримала в м. Тегерані в спеціальній школі для талановитих дітей. Пізніше вона відвідувала середню школу в Нью-Йорку. Повернувшись в Тегеран, вона познайомилася з Патріцією Зіх, театральним директором місцевої школи, а також директором Міжнародної театральної організації молодих людей в Тегерані. 
Після закінчення середньої школи Сабріна відправилася в Лондон, пройшла прослуховування і була прийнята в школу музики і драми Гілдхолла для вивчення акторської майстерності. У ті роки вона багато подорожувала, їздила в Сполучені Штати, Швейцарію, Іспанію , Італію та багато інших місць, вбираючи всі знання, які тільки могла. Вона вільно володіла вірменською, англійською та французькою мовами, розуміла перську, італійську, іспанську мови. 
Сабріна була редактором і науковим асистентом режисера шоу «Today» на каналі NBC Джина Шаліта. Під час роботи в Нью-Йоркській телекомпанії вона написала кілька театральних і музичних творів і статей, які були опубліковані в «Delta Sky Magazine», «Ladies Home Journal», «Diversion Magazine» і інших періодичних виданнях. Вона також готувала сценарії для перегляду «в прямому ефірі».

## Акторська кар'єра
Будучи студенткою, Сабріна грала дюжину різних ролей, починаючи від підтримки до провідних в Тегерані і в Гілдхоллі. Під час свого навчання в якості актриси в Тегерані, а потім в школі музики і драми Гілдхолла Сабріна зіграла Розу Гонсалес в сценці Теннессі Вільямса «Літо і дим», Іполита в сценці Шекспіра «Сон в літню ніч» і Емілію в «Отелло», Машу в сценці Антона Чехова «Три сестри», Діну в «Стовпі суспільства», Бельвідер в сценці Томаса Оттоуея «Венеція збереглася», темну даму в «Темна дама сонетів », Марго в «Анна Франк: Щоденник молодої дівчини», Мартін в п'єсі Ежена Йонеско «Лиса співачка» і Медея в екранізації п'єси Робінсона Джефферса «Евріпід».